# 북위 17도
북위 17도(北緯十七八度)는 적도를 기준으로 북쪽으로 17도를 지나는 위선이다. 아프리카, 아시아, 인도양, 태평양, 중앙아메리카, 카리브해, 대서양을 지나가며 특히 베트남의 중앙을 지나가기 때문에 베트남 현대사에서 중요한 의미를 지닌다.

## 지리
| 좌표                                                    | 나라, 지역, 해역 | 주석                                                                                            |
| ------------------------------------------------------- | ---------------- | ----------------------------------------------------------------------------------------------- |
| 북위 17° 0′ 동경 0° 0′  / 북위 17.000° 동경 0.000°      | 말리             |                                                                                                 |
| 북위 17° 0′ 동경 4° 14′  / 북위 17.000° 동경 4.233°     | 니제르           |                                                                                                 |
| 북위 17° 0′ 동경 15° 30′  / 북위 17.000° 동경 15.500°   | 차드             |                                                                                                 |
| 북위 17° 0′ 동경 24° 0′  / 북위 17.000° 동경 24.000°    | 수단             |                                                                                                 |
| 북위 17° 0′ 동경 37° 0′  / 북위 17.000° 동경 37.000°    | 에리트레아       |                                                                                                 |
| 북위 17° 0′ 동경 39° 2′  / 북위 17.000° 동경 39.033°    | 홍해             |                                                                                                 |
| 북위 17° 0′ 동경 41° 47′  / 북위 17.000° 동경 41.783°   | 사우디아라비아   | 파라산 제도                                                                                     |
| 북위 17° 0′ 동경 41° 53′  / 북위 17.000° 동경 41.883°   | 홍해             |                                                                                                 |
| 북위 17° 0′ 동경 42° 33′  / 북위 17.000° 동경 42.550°   | 사우디아라비아   |                                                                                                 |
| 북위 17° 0′ 동경 43° 10′  / 북위 17.000° 동경 43.167°   | 예멘             |                                                                                                 |
| 북위 17° 0′ 동경 46° 57′  / 북위 17.000° 동경 46.950°   | 사우디아라비아   |                                                                                                 |
| 북위 17° 0′ 동경 47° 23′  / 북위 17.000° 동경 47.383°   | 예멘             |                                                                                                 |
| 북위 17° 0′ 동경 52° 57′  / 북위 17.000° 동경 52.950°   | 오만             |                                                                                                 |
| 북위 17° 0′ 동경 54° 7′  / 북위 17.000° 동경 54.117°    | 인도양           | 아라비아해                                                                                      |
| 북위 17° 0′ 동경 54° 41′  / 북위 17.000° 동경 54.683°   | 오만             |                                                                                                 |
| 북위 17° 0′ 동경 54° 59′  / 북위 17.000° 동경 54.983°   | 인도양           | 아라비아해                                                                                      |
| 북위 17° 0′ 동경 73° 17′  / 북위 17.000° 동경 73.283°   | 인도             | 마하라슈트라주 카르나타카주 안드라프라데시주                                                    |
| 북위 17° 0′ 동경 82° 17′  / 북위 17.000° 동경 82.283°   | 인도양           | 벵골만                                                                                          |
| 북위 17° 0′ 동경 94° 27′  / 북위 17.000° 동경 94.450°   | 미얀마 (버마)    |                                                                                                 |
| 북위 17° 0′ 동경 96° 54′  / 북위 17.000° 동경 96.900°   | 인도양           | 마르타반만                                                                                      |
| 북위 17° 0′ 동경 97° 12′  / 북위 17.000° 동경 97.200°   | 미얀마 (버마)    |                                                                                                 |
| 북위 17° 0′ 동경 98° 37′  / 북위 17.000° 동경 98.617°   | 태국             |                                                                                                 |
| 북위 17° 0′ 동경 104° 44′  / 북위 17.000° 동경 104.733° | 라오스           |                                                                                                 |
| 북위 17° 0′ 동경 106° 26′  / 북위 17.000° 동경 106.433° | 베트남           |                                                                                                 |
| 북위 17° 0′ 동경 107° 7′  / 북위 17.000° 동경 107.117°  | 남중국해         | 분쟁 지역인 파라셀 제도를 지난다.                                                               |
| 북위 17° 0′ 동경 120° 27′  / 북위 17.000° 동경 120.450° | 필리핀           | 루손섬                                                                                          |
| 북위 17° 0′ 동경 122° 29′  / 북위 17.000° 동경 122.483° | 태평양           | 필리핀해 구구안섬과 사리간섬 사이, 북마리아나 제도 이름이 없는 바다를 지난다.                   |
| 북위 17° 0′ 서경 100° 17′  / 북위 17.000° 서경 100.283° | 멕시코           |                                                                                                 |
| 북위 17° 0′ 서경 91° 7′  / 북위 17.000° 서경 91.117°    | 과테말라         |                                                                                                 |
| 북위 17° 0′ 서경 89° 9′  / 북위 17.000° 서경 89.150°    | 벨리즈           |                                                                                                 |
| 북위 17° 0′ 서경 88° 13′  / 북위 17.000° 서경 88.217°   | 카리브해         | 세인트키츠 네비스의 네비스섬 바로 아래쪽을 지난다. 앤티가 바부다의 레돈나섬 바로 북쪽을 지난다. |
| 북위 17° 0′ 서경 61° 46′  / 북위 17.000° 서경 61.767°   | 앤티가 바부다    | 앤티가섬                                                                                        |
| 북위 17° 0′ 서경 61° 44′  / 북위 17.000° 서경 61.733°   | 대서양           |                                                                                                 |
| 북위 17° 0′ 서경 25° 19′  / 북위 17.000° 서경 25.317°   | 카보베르데       | 산토안타오섬                                                                                    |
| 북위 17° 0′ 서경 25° 6′  / 북위 17.000° 서경 25.100°    | 대서양           |                                                                                                 |
| 북위 17° 0′ 서경 16° 17′  / 북위 17.000° 서경 16.283°   | 모리타니         |                                                                                                 |
| 북위 17° 0′ 서경 5° 39′  / 북위 17.000° 서경 5.650°     | 말리             |                                                                                                 |

## 같이 보기
- 북위 16도
- 북위 18도
- 북위 38도
- 베트남 군사 분계선